# رود آنکاستیا
رود آنکاستیا رودی است به رود پوتوماک می‌ریزد. این رود از کشور ایالات متحده آمریکا می‌گذرد. طول آن ۸٫۴ مایل (۱۳٫۵ کیلومتر) است.